# Campionatul Național de Fotbal al României 1927-1928
Sezonul 1927-1928 al Campionatului Național a fost cea de-a 16-a ediție a Campionatului de Fotbal al României. Au avut loc 19 turnee regionale, iar câștigătoarele lor ajungeau în faza națională. Colțea Brașov a devenit campioană pentru prima oară în istoria sa.

## Faza națională

### Rundele de calificare
|  | Câmpia Turzii | 6 – 2 | Gloria Bistrița | Câmpia Turzii |
|  |               |       |                 | Câmpia Turzii |

|  | Gloria Bistrița | 1 – 3 | Câmpia Turzii | Bistrița |
|  |                 |       |               | Bistrița |

| 3 iunie 1928 | Victoria Tinerii Brăila | 0 – 4 | Dacia Galați | Brăila |
| 3 iunie 1928 |                         |       |              | Brăila |

| 10 iunie 1928 | Stăruința Oradea | 5 – 1 | Olimpia Satu Mare | Oradea |
| 10 iunie 1928 |                  |       |                   | Oradea |

| 10 iunie 1928 | Mureșul Târgu Mureș | 4 – 0 | Câmpia Turzii | Târgu Mureș |
| 10 iunie 1928 |                     |       |               | Târgu Mureș |

| 17 iunie 1928 | România Cluj | 3 – 1 | Mureșul Târgu Mureș | Cluj |
| 17 iunie 1928 |              |       |                     | Cluj |

| 17 iunie 1928 | Olympia | 2 – 1 | Tricolor Ploiești | București |
| 17 iunie 1928 |         |       |                   | București |

| 24 iunie 1928 | Gloria CFR Arad | 1 – 1 | Minerul Lupeni | Arad |
| 24 iunie 1928 |                 |       |                | Arad |

Rejucare
| 1 iulie 1928 | Minerul Lupeni | 3 – 0 | Gloria CFR Arad | Lupeni |
| 1 iulie 1928 | Masa verde     |       |                 | Lupeni |

### Runda preliminară
| 24 iunie 1928 | Craiu Iovan Craiova  | 2 – 4 | Șoimii Sibiu                 | Craiova Arbitru: Ștefan Lucescu (București) |
| 24 iunie 1928 | Pașalega Floreșteanu |       | Winkler Băicoianu Breidorfer | Craiova Arbitru: Ștefan Lucescu (București) |

| 24 iunie 1928 | Dacia Galați       | 2 – 4 | Olympia                              | Galați Arbitru: Jianu (Brașov) |
| 24 iunie 1928 | Postolache Emilian |       | P.Kroner Subășanu Silberman Subășanu | Galați Arbitru: Jianu (Brașov) |

| 24 iunie 1928 | România Cluj | 3 – 2 | Stăruința Oradea | Cluj Arbitru: Titus Vațianu (Arad) |
| 24 iunie 1928 |              |       |                  | Cluj Arbitru: Titus Vațianu (Arad) |

| 24 iunie 1928 | M.V. Chișinău | 9 – 1 | Concordia Iași | Chișinău |
| 24 iunie 1928 |               |       |                | Chișinău |

### Sferturile de finală
| 1 iulie 1928 | Olympia              | 2 – 3 | Colțea Brașov       | Stadion Unirea, București Spectatori: 2.000 Arbitru: Mitty Niculescu (București) |
| 1 iulie 1928 | Piky Kroner Subășanu |       | Gyebrowski Peterffy | Stadion Unirea, București Spectatori: 2.000 Arbitru: Mitty Niculescu (București) |

| 1 iulie 1928 | Șoimii Sibiu | 2 – 2 | Chinezul | Sibiu |
| 1 iulie 1928 |              |       |          | Sibiu |

Rejucare
| 2 iulie 1928 | Șoimii Sibiu | 4 – 3 | Chinezul | Sibiu |
| 2 iulie 1928 |              |       |          | Sibiu |

| 1 iulie 1928 | M.V. Chișinău | 5 – 2 | Polonia Cernăuți | Chișinău |
| 1 iulie 1928 |               |       |                  | Chișinău |

| 8 iulie 1928 | România Cluj | 0 – 2 | Minerul Lupeni | Cluj |
| 8 iulie 1928 |              |       |                | Cluj |

### Semifinalele
| 15 iulie 1928 | Colțea Brașov | 6 – 4 | M.V. Chișinău | Stadion ONEF, București Spectatori: 3.000 |
| 15 iulie 1928 |               |       |               | Stadion ONEF, București Spectatori: 3.000 |

| 21 iulie 1928 | Minerul Lupeni | 3 – 0 | Șoimii Sibiu | Lupeni |
| 21 iulie 1928 | Masa verde     |       |              | Lupeni |

### Finala
| 29 iulie 1928 | Colțea Brașov                        | 3 – 2 | Minerul Lupeni             | Brașov Arbitru: Lajos Nagy (Arad) |
| 29 iulie 1928 | Kemeny 29' Gyebrowski 45' Kemeny 87' |       | Bognar 44' Kilianovitz 62' | Brașov Arbitru: Lajos Nagy (Arad) |

| Câștigătorii Campionatului Național ediția 1927/1928 |
| ---------------------------------------------------- |
| Colțea Brașov Primul Titlu                           |